# Harpage bidenté
Harpagus bidentatus
Espèce
Statut de conservation UICN

 LC  : Préoccupation mineure
Statut CITES
L'Harpage bidenté (Harpagus bidentatus), aussi connu en tant que Milan bidenté, est une espèce d'oiseaux de la famille des Accipitridae.

## Répartition
Cet oiseau vit en Amérique centrale et la moitié nord de l'Amérique du Sud.

## Sous-espèces
D'après la classification de référence (version 14.1, 2024) de l'Union internationale des ornithologues, l'Harpage bidenté possède 2 sous-espèces (ordre philogénique) :
- Harpagus bidentatus fasciatus Lawrence, 1869 ;
- Harpagus bidentatus bidentatus (Latham, 1790).